# وین‌خاردن
وین‌خاردن (به هلندی: Wijngaarden) یک منطقهٔ مسکونی در هلند است که در مولن‌وارد واقع شده‌است. وین‌خاردن ۶٫۳۸ کیلومتر مربع مساحت و ۶۹۷ نفر جمعیت دارد.